# São Martinho da Serra
São Martinho da Serra är en kommun i Brasilien.   Den ligger i delstaten Rio Grande do Sul, i den södra delen av landet, 1 600 km söder om huvudstaden Brasília. Antalet invånare är 3 201.
Trakten runt São Martinho da Serra består i huvudsak av gräsmarker. Runt São Martinho da Serra är det mycket glesbefolkat, med 6 invånare per kvadratkilometer.